# クララ・ヴェストホフ

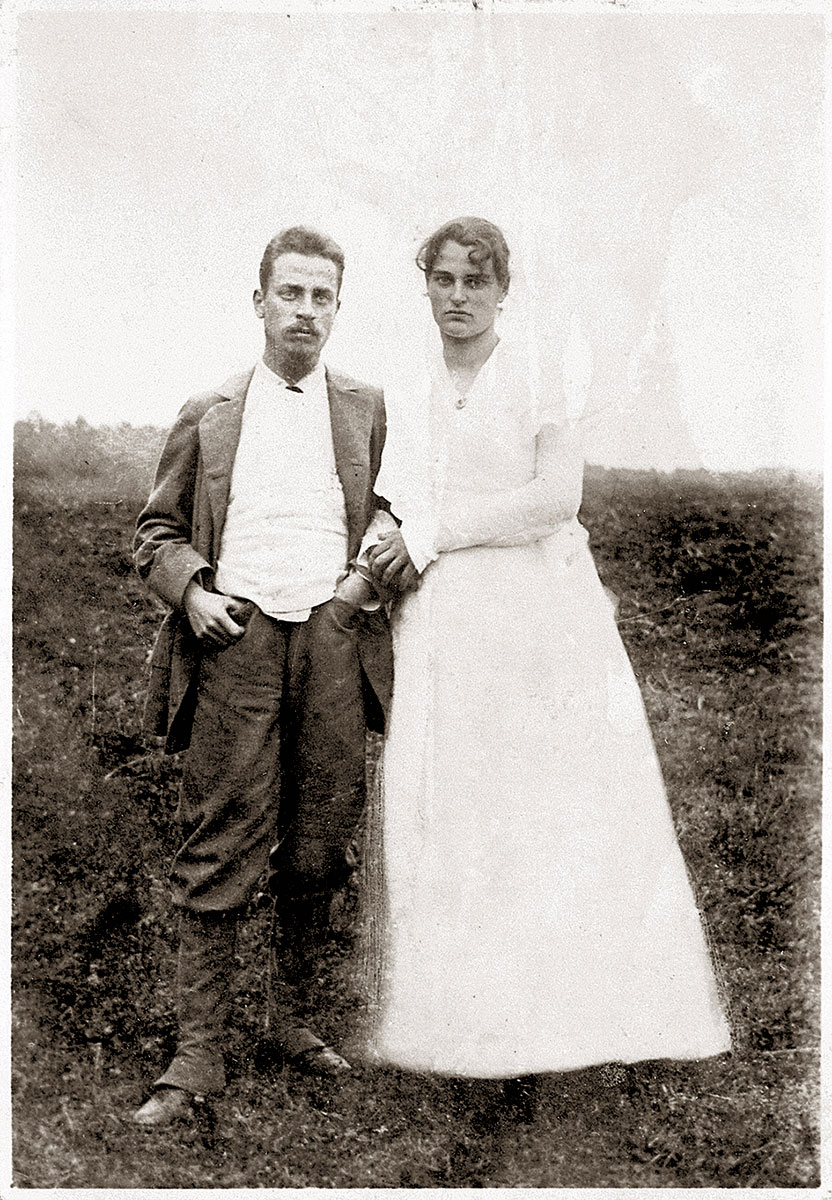
夫のライナー・マリア・リルケと

クララ・ヴェストホフ（Clara Westhoff、1878年9月21日 - 1954年3月9日）は、ドイツの彫刻家。ブレーメン出身。夫は作家のライナー・マリア・リルケ。
ヴォルプスヴェーデに住んでいた。

## 略歴
ブレーメンで生まれた。17歳の時、ミュンヘンに移り、個人美術学校で学び、1898年にヴォルプスヴェーデに移り、フリッツ・マッケンゼンから彫刻を学んだ。1899年にはライプツィヒでカール・ゼフナーやマックス・クリンガーに学び、1900年にはパリに出て、オーギュスト・ロダンに学び、私立の美術学校、アカデミー・コラロッシでも学んだ。

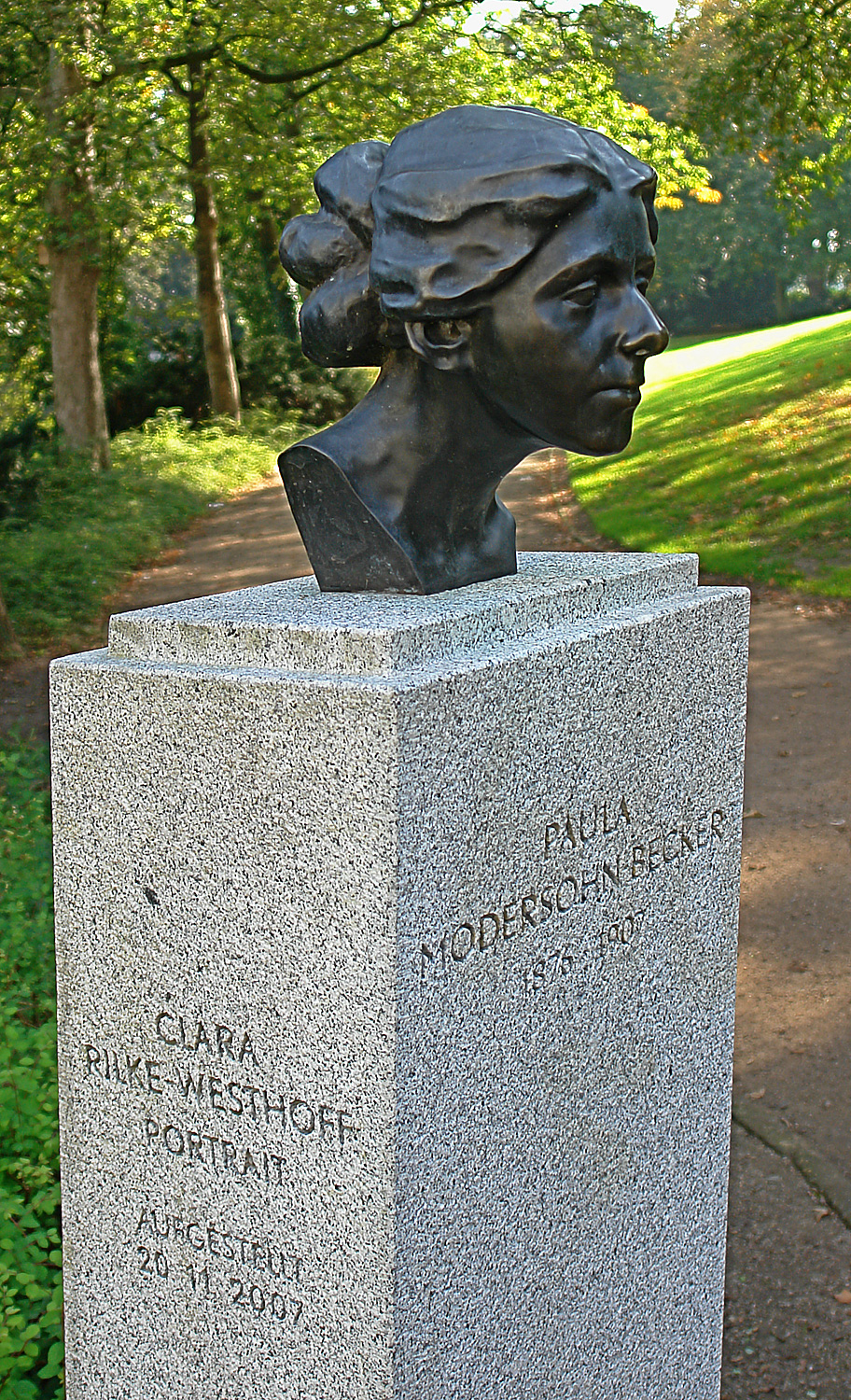
ヴェストホフの彫刻、「パウラ・モーダーゾーン＝ベッカーの胸像」

1901年にヴォルプスヴェーデで詩人のライナー・マリア・リルケと結婚し、娘のルート・リルケが生まれるがその後、離婚した。1919年にルート・リルケとフィッシャフーデに移り亡くなるまでそこで暮らした。